# Diastata whittingtoni
Diastata whittingtoni är en tvåvingeart som beskrevs av Barraclough 1992. Diastata whittingtoni ingår i släktet Diastata och familjen sumpskogsflugor. Inga underarter finns listade i Catalogue of Life.